# Nymburk (distrikt)
Nymburk (tjeckiska: Okres Nymburk) är ett distrikt i Mellersta Böhmen i Tjeckien. Centralort är Nymburk.

## Komplett lista över städer och byar
(städer, köpstäder och byar)
- Běrunice
- Bobnice
- Bříství
- Budiměřice
- Černíky
- Čilec
- Činěves
- Dlouhopolsko
- Dobšice
- Dvory
- Dymokury
- Hořany
- Hořátev
- Hradčany
- Hradištko
- Hrubý Jeseník
- Chleby
- Choťánky
- Chotěšice
- Chrást
- Chroustov
- Jíkev
- Jiřice
- Jizbice
- Kamenné Zboží
- Kněžice
- Kněžičky
- Kolaje
- Kostelní Lhota
- Kostomlátky
- Kostomlaty nad Labem
- Košík
- Kounice
- Kouty
- Kovanice
- Krchleby
- Křečkov
- Křinec
- Libice nad Cidlinou
- Loučeň
- Lysá nad Labem
- Mcely
- Městec Králové
- Milčice
- Milovice
- Netřebice
- Nový Dvůr
- Nymburk
- Odřepsy
- Okřínek
- Opočnice
- Opolany
- Oseček
- Oskořínek
- Ostrá
- Pátek
- Písková Lhota
- Písty
- Poděbrady
- Podmoky
- Přerov nad Labem
- Rožďalovice
- Sadská
- Sány
- Seletice
- Semice
- Senice
- Sloveč
- Sokoleč
- Stará Lysá
- Starý Vestec
- Straky
- Stratov
- Třebestovice
- Úmyslovice
- Velenice
- Velenka
- Vestec
- Vlkov pod Oškobrhem
- Vrbice
- Vrbová Lhota
- Všechlapy
- Vykáň
- Záhornice
- Zbožíčko
- Zvěřínek
- Žitovlice